# Dark Funeral
Dark funeral est un groupe suédois de black metal. Après avoir produit six albums studio, deux EPs (dont un de reprises) et deux DVD live, le groupe est devenu une référence de la scène black metal suédoise et du black metal en général.

## Biographie

### Débuts (1993–1996)
Le groupe est formé en 1993 par les guitaristes Lord Ahriman et Blackmoon à Stockholm. Ils sont alors rapidement rejoints par le batteur Draugen et le chanteur et bassiste Themgoroth. Dark Funeral fait partie des premiers groupes de la seconde vague de black metal et également un des premiers groupes de black metal suédois (précédés par leurs compères de Marduk), les groupes de black metal de la première vague étant en grande majorité norvégiens. L'année suivant la création du groupe, Dark Funeral sort sa première production, un EP portant le nom du groupe. Elle est enregistrée au Uni-Sound Studio en janvier 1994. Cette première production montre déjà le style du groupe, qui va être confirmé par la sortie de leur premier album studio, The Secrets of The Black Arts. La formation y joue un black metal brutal et le son est d'une qualité semblable aux productions des premiers groupes de black metal norvégien de la première vague.
En 1995, le groupe signe avec le label No Fashion Records et prépare des chansons pour un futur album.

### Vobiscum SatanasetDiabolis Interium(1998–2001)
Après le départ du chanteur/bassiste Themgoroth, c'est le chanteur Emperor Magus Caligula qui le remplacera dans la formation, il reprendra également son rôle de bassiste. En 1998, Dark Funeral sort son deuxième album studio, Vobiscum Satanas, enregistré au Abyss Studio.
En 2000, le groupe enregistre avec Tommy Tägtgren un EP de reprises, Teach Children to Worship Satan, avec des reprises des groupes Slayer, Mayhem, Sodom et King Diamond, plus un titre qui paraitra dans leur album studio suivant, Diabolis Interium.
En janvier et février 2002, le groupe entre au Abyss Studio, aux côtés du producteur Peter Tägtgren et de l'ingénieur-son Lars Szöke, pour l'enregistrement de leur troisième album, Diabolis Interium. Cet album est assez mal reçu de la part des fans de la première heure.La qualité de l'enregistrement est bien meilleure que dans leurs deux albums précédents, rendant l'album bien plus accessible d'écoute. Cependant, grâce à ces caractéristiques, Dark Funeral se trouve un public beaucoup plus large, et se fait distribuer au Japon (Soundholic Co. Ltd), au Brésil (Hellion Records), en Pologne (Mystic Productions), en Roumanie (Rocris Disc), en Bulgarie (Rocris Disc), en Thaïlande (S.Stack Co. Ltd), en Russie (Irond Records Ltd), à Taïwan, à Hong Kong, et en Chine (Magnus Music). Dark Funeral tourne ensuite en Europe avec Tidfall (NO), Anorexia Nervosa (FR) et Ragnarok (NO). En octobre 2002, le groupe réalise sa première tournée en Asie : au Japon, à Taïwan, et à Singapour. Le groupe est le premier groupe de metal extrême occidental à jouer à Taïwan et Singapour.

### De Profundis Clamavi Ad Te Domine(2002–2004)
Après la tournée en Asie, le guitariste Dominion quitte le groupe. Dominion ne finira pas la tournée asiatique. Un nouveau guitariste nommé Chaq Mol le remplace. Il fait ses débuts au Wacken Open Air de 2003 en Allemagne. Par la suite, le groupe tourne en Amérique du Sud. Pendant la tournée, ils enregistrent plusieurs concerts dans le but de publier plus tard un DVD live. Ils publient alors De Profundis Clamavi Ad Te Domine.
Dark Funeral annonce officiellement leur départ de MNW/No Fashion Records, à cause de divergences financières. Plusieurs batailles juridiques s'ensuivront. Peu après, le groupe signe avec Regain Records pour leur album live De Profundis Clamavi Ad Te Domine. Le 31 mai 2005, il est publié par Candlelight aux États-Unis.
En janvier 2004, le groupe s'associe avec Goatwhore (US) et Zyklon (NO) au Japon sur la compilation Extreme the Dojo Volume 9. Peu après, le groupe tourne au Mexique. Le groupe apparait à quelques dates au festival espagnol Piorno Rock (avec Sepultura, Saxon, Destruction, Lacuna Coil, notamment), au festival finlandais Tuska Open Air Metal Festival, et au X-Mass Festival.

### Attera Totus Sanctus(2005–2008)

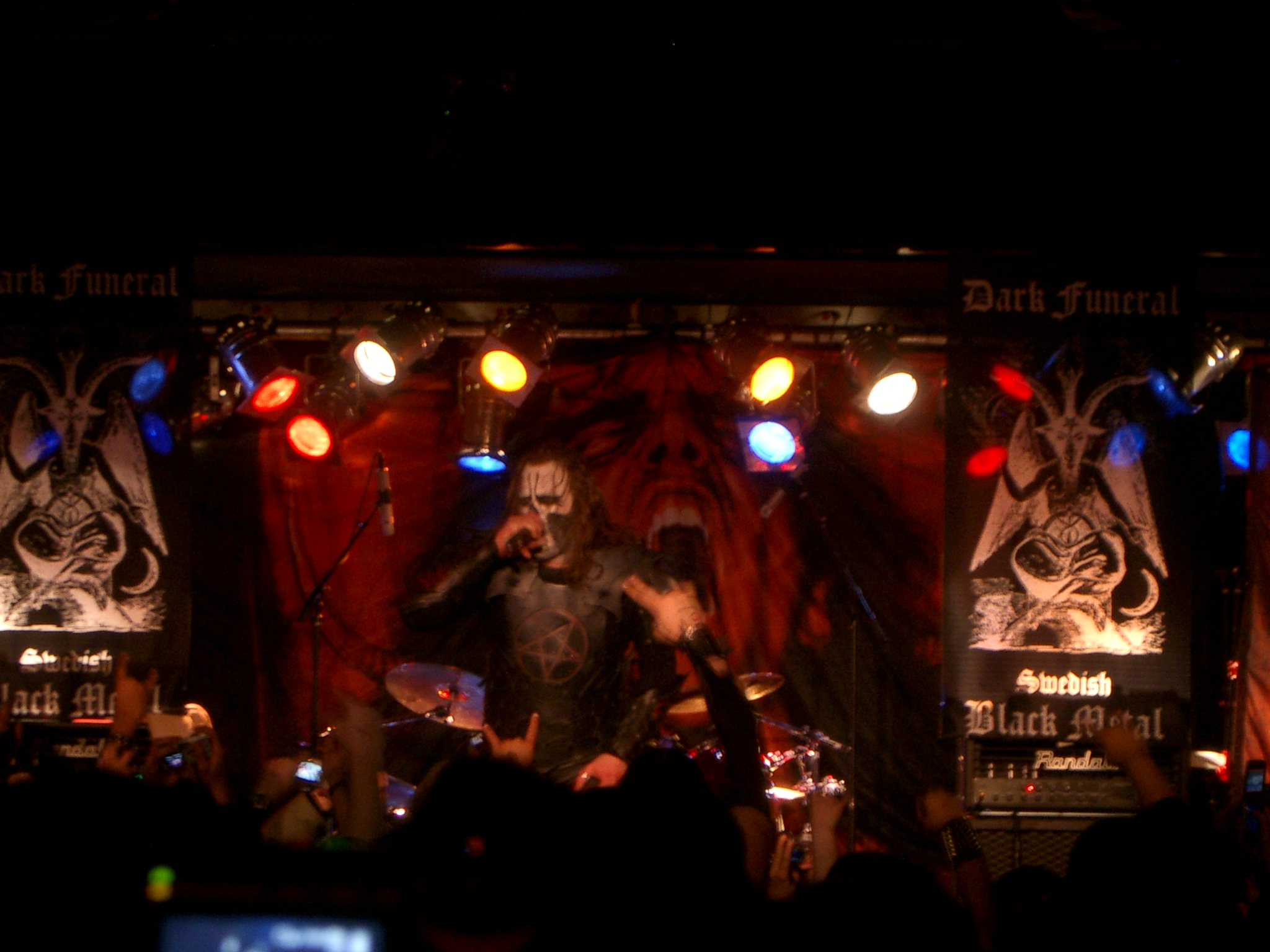
Dark Funeral aux BB Kings, de New York, le 10 janvier 2007.

En 2005, le groupe sort son quatrième album studio, Attera Totus Sanctus. On[Qui ?] peut noter le fait que le titre de l'album est une erreur de la traduction latine de « détruire tous les saints », la traduction correcte serait en fait Attera Totum Sanctum.
En automne 2006, Dark Funeral joue en Amérique du Sud. Le 8 octobre 2006, à un concert à Lima, au Pérou, Dark Funeral est obligé de jouer sans son bassiste, Caligula, pour cause de maladie. Des fans en colère créeront une émeute et feront des dégâts. À la suite de cet événement, les instruments du groupe sont confisqués par les autorités péruviennes. Une semaine plus tard, le groupe annonce le report de ses dates en Lituanie. Au début de 2007, Dark Funeral tourne en Amérique du Nord avec Enslaved. En avril 2007, le groupe annonce une tournée en Europe de l'Est, en Russie, en Ukraine et dans les Balkans.
Dark Funeral publie deux DVD live enregistrés pendant la tournée du groupe organisée afin de promouvoir leur dernier album studio. Il s'agit des DVD Attera Orbis Terrarum - Part I (en) et Attera Orbis Terrarum - Part II (en). Ces deux DVD sont sortis à quelques mois d'écart l'un de l'autre, le premier est sorti vers la fin de l'année 2007 et le second, au début de l'année 2008.

### Angelus Exuro pro Eternus(depuis 2009)
En novembre 2009, le groupe publie un cinquième album studio intitulé Angelus Exuro pro Eternus, signifiant en latin « Que les anges brûlent pour l'éternité ».
Le 25 juillet 2010, le groupe annonce que le concert au Summer Breeze Festival de 2010 sera le dernier concert avec Emperor Magus Caligula au chant. Le 30 juin 2011, Dark Funeral annonce que Nachtgarm of Negator est leur nouveau chanteur. Un mois avant cette annonce, Dominator est annoncé de retour dans le groupe. Le 27 juillet 2011, Zornheym devient le nouveau bassiste du groupe.
En 2012, le groupe signe avec Century Media Records. À la fin de 2012, Dark Funeral se sépare de Nachtgarm, et revient à Negator. Dark Funeral jouera à l'Inferno festival en Norvège et en Suisse en mars 2013 avec Emperor Magus Caligula au chant. Zornheym quitte le groupe en 2014.

### We Are The Apocalypse(2022)
Le 7 janvier 2022 paraît le clip vidéo du titre Let the Devil In, extrait du nouvel album du groupe intitulé We Are The Apocalypse et dont la sortie est prévue pour le 18 mars 2022 chez Century Media Records.

## Style musical et thèmes
Le genre de Dark Funeral évolue assez significativement au cours de sa carrière. À ses débuts, le groupe jouait un black metal très cru et très violent, dont la qualité de son rappelait grandement les albums des groupes norvégiens de la première vague. À partir de Diabolis Interium, la qualité d'enregistrement de leurs albums s'est améliorée, donnant un son beaucoup plus propre à leur musique. Les thèmes abordés dans leur albums sont très portés sur l'anti-religion et le satanisme, comme peuvent en témoigner les noms des albums (souvent en latin) ou encore les illustrations de leurs pochettes.

## Récompenses
- 2016 : l'album Where Shadows Forever Reign est classé 5e meilleur album de l'année par les lecteurs du site Metalorgie.com[9]

## Membres

### Membres actuels
- Lord Ahriman (Micke Svanberg) – guitare (depuis 1993)
- Chaq Mol (Bo Karlsson) – guitare (depuis 1993)
- Dominator (Nils Fjellström) – batterie (2007–2010 ; depuis 2011)
- Natt (Andreas Fröberg) – basse (depuis 2014)
- Heljarmadr – chant (depuis 2014)

### Anciens membres
- Themgoroth – basse, chant (1993–1995)
- Blackmoon (David Parland) – guitare (1993–1996 ; décédé en mars 2013)
- Nico Kaukinen – batterie (1993)
- Draugen – batterie (1993–1994)
- Equimanthorn – batterie (1994–1996)
- Emperor Magus Caligula – basse (1995–2001), chant (1995–2010, 2013–2014)
- Alzazmon – batterie (1996)
- Gaahnfaust – batterie (1996, 1998–2000)
- Typhos – guitare (1996–1998)
- Dominion – guitare (1998–2002)
- Matte Modin – batterie (2000–2007)
- Lord K Philipson (Kentha Philipson) – basse (2001–2002)
- Zornheym (Tomas Nilsson) – basse (2011–2014)
- Nachtgarm (Steve Marbs) – chant (2011–2012)
- B Force – batterie (2005–2010, 2014)

## Discographie

### Albums studio
- 1996 : The Secrets of The Black Arts
- 1998 : Vobiscum Satanas
- 2001 : Diabolis Interium
- 2005 : Attera Totus Sanctus
- 2009 : Angelus Exuro pro Eternus
- 2016 : Where Shadows Forever Reign
- 2022 : We Are The Apocalypse

### EPs
- 1994 : Dark Funeral
- 2000 : Teach Children to Worship Satan

### Albums live
- 2004 :  De Profundis Clamavi Ad Te Domine

## Vidéographie
- 2007 : Attera Orbis Terrarum - Part I (en)
- 2008 : Attera Orbis Terrarum - Part II (en)